# Szkoła Podchorążych Lotnictwa
Szkoła Podchorążych Lotnictwa – szkoła lotnictwa Wojska Polskiego w II Rzeczypospolitej Polskiej, tzw. „Szkoła Orląt”, funkcjonująca w latach 1928–1939.

## Historia
Szkoła została utworzona na bazie funkcjonującej od 1925 r. Oficerskiej Szkoły Lotnictwa. Przemianowanie nastąpiło na podstawie rozkazu Ministra Spraw Wojskowych z 9 sierpnia 1928 r. Na stanowisku komendanta pozostał ppłk pil. Roman Florer. 6 czerwca 1929 r., na podstawie rozkazu Departamentu Lotnictwa, nastąpiło wyłączenie z SPL dotychczas funkcjonującego w nim Działu Nauk, który został włączony do Centrum Wyszkolenia Oficerów Lotnictwa. CWOL koordynowało zajęcia w SPL oraz zajęło się w nim organizacją kursów. W tym samym roku Roman Florer odszedł na emeryturę, na jego miejsce z 6. pułku lotniczego przeniesiono mjr. pil. Stefana Kałęckiego.
Kandydaci, w wieku od 18 do 24 lat, musieli mieć ukończoną szkołę średnią, ewentualnie korpus kadetów lub szkołę podchorążych innych rodzajów broni. Wymagano od nich posiadania polskiego obywatelstwa. Czekał ich egzamin, który składał się z części pisemnej oraz ustnej z matematyki i fizyki. Dodatkowo przechodzili badania lekarskie i psychologiczne. Od kandydatów wymagano ukończenia jednorocznego kursu unitarnego w Szkole Podchorążych Piechoty. Przyjęci do Szkoły kadeci byli szkoleni jedynie jako obserwatorzy, ich szkolenie powietrzne odbywało się w dywizjonie podchorążych złożonym z trzech eskadr. Nabór do SPL został wstrzymany w 1933 r. Szkoła nie wstrzymała działalności: zajęto się szkoleniem oficerów innych broni i podchorążych rezerwy. Nabór został wznowiony jesienią 1934 r. Wtedy też, po raz pierwszy w historii Szkoły, zdecydowano się na szkolenie podchorążych jako pilotów. Na ten rocznik przyjęto czterdziestu absolwentów Szkoły Podchorążych Rezerwy Lotnictwa. Po dwuletnim szkoleniu trzydziestu z nich ukończyło naukę w specjalności pilota i zostało w 1936 r. promowanych do stopnia podporucznika.
W 1933 r. mjr Stefan Kałęcki ustąpił ze stanowiska komendanta SPL, zastąpił go ppłk pil. Jerzy Garbiński. Dział Nauk powrócił w skład SPL, funkcję dyrektora nauk powierzono mjr. obs. K.G. Winnickiemu. Po śmierci kpt. Franciszka Żwirki stanowisko szefa wyszkolenia pilotażu objął kpt. pil. Franciszek Kaszny.
Kolejne zmiany w trybie szkolenia Szkole Podchorążych lotnictwa zaszły w 1935 r. Zrezygnowano z wymogu rocznego kursu w Szkole Podchorążych Piechoty, wprowadzając jedynie czteromiesięczny kurs unitarny w SPP. Do grona potencjalnych kandydatów, ubiegających się o przyjęcie do SPL, dołączono osoby mające ukończony kurs pilotażu w aeroklubach lub dowolną szkołę podchorążych rezerwy. Kandydaci musieli mieć ukończone siedemnaście lat, wzrost minimalny 163 cm, nie mogli być karani oraz nie mogli mieć nałogów (wykluczano alkoholików i narkomanów). Pozostawiono wymóg zdania egzaminu konkursowego i badania lekarskie. Ci, którzy przeszli przez rekrutację trafiali do Wojskowego Obozu Szybowcowego, gdzie następowała ostateczna selekcja kandydatów na pilotów.
Na szkolenie w 1935 r. przyjęto 170 kandydatów, w 1936 r. liczba ta wzrosła do 180. Wymusiło to zmiany w procesie nauczania i szkolenia. Dotychczasowy dwuletni cykl szkolenia zmieniono na trzyletni (spowodowało to brak promocji w 1937 r.), wzmocniono też eskadry ćwiczebne dodatkową kadrą i sprzętem. Podczas pierwszego roku szkolenia podchorążowie realizowali jednolity program szkolenia, w ramach którego weryfikowano ich predyspozycje do służby w lotnictwie. Po ukończeniu pierwszego roku wybierano spośród nich kandydatów na pilotów oraz na obserwatorów. Na trzecim roku wśród kandydatów na pilotów wyodrębniano grupę mającą predyspozycje do stania się pilotem myśliwskim czy liniowym.

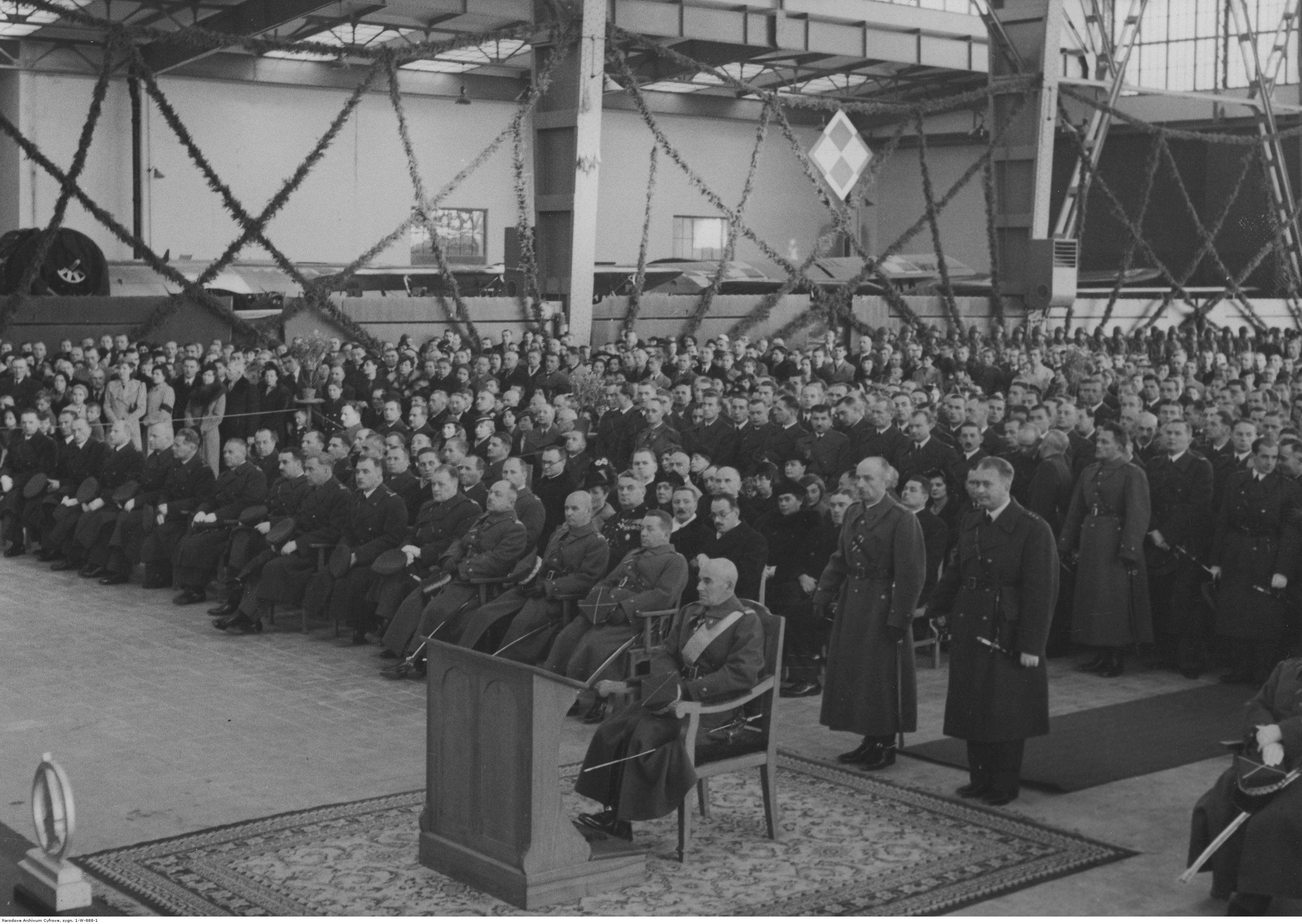
Uroczystości 10-lecia SPL z udziałem marszałka Edwarda Rydza-Śmigłego

Z okazji dziesięciolecia istnienia SPL w dniach 14–15 października 1937 r. zorganizowano w Dęblinie uroczystości. Ich głównym elementem był zjazd absolwentów oraz przekazanie Szkole sztandaru ufundowanego przez społeczeństwo Ziemi Lubelskiej. W uroczystościach wzięli udział marszałek Edward Śmigły-Rydz, dowódca lotnictwa gen. bryg. pil. Ludomił Rayski oraz gen. Janusz de Beaurain, zastępca dowódcy lotnictwa ds. dowodzenia.
W związku z poszerzeniem programu nauczania od 1938 r. kandydatów do SPL poddawano testom psychologicznym, sprawdzano znajomość w piśmie i mowie języka obcego (mógł to być francuski, angielski, niemiecki lub rosyjski). Dodatkowo podczas rozmowy oceniano wartości moralne kandydata. Dążono do dogłębnego poznania kandydata na pilota, jego osobowości, predyspozycji i uzdolnień, tak aby móc odpowiednio dobrać środki wychowawcze pozwalające ukształtować z niego pełnowartościowego oficera lotnictwa.
Nadciągająca wojna zintensyfikowała działalność Szkoły. Plany rozbudowy SPL zakładały, że w latach 1939–1942 będzie się w niej jednocześnie kształcić 600 uczniów (po 200 na każdym roczniku). Podchorążowie, którzy rozpoczęli naukę w 1938 r., realizowali skrócony program, co wiązało się z realizacja trzyletniego programu szkolenia w dwa lata. 15 czerwca 1939 r. odbyła się XII promocja podchorążych trzeciego rocznika, zostali skierowani do jednostek liniowych. Kursanci z drugiego rocznika pozostali w szkole do momentu wybuchu II wojny światowej, oficjalnie uznaje się ich za XIII promocję. W SPL szkoliło się dodatkowo ok. 200 podchorążych przyjętych do Szkoły w 1939 r. (XIV promocja). Podchorążowie XIII i XIV promocji zostali ewakuowani w trakcie kampanii wrześniowej do Rumunii, a następnie do Francji.
Szkołę Podchorążych Lotnictwa ukończyło 973 absolwentów (łącznie z przeszkolonymi w 1933 r. oficerami innych broni), z których 707 było obserwatorami a 266 pilotami. Szacuje się, że dodatkowo około 50% obserwatorów podczas późniejszej służby ukończyło szkolenie w zakresie pilotażu samolotów.

## System kształcenia lotniczego

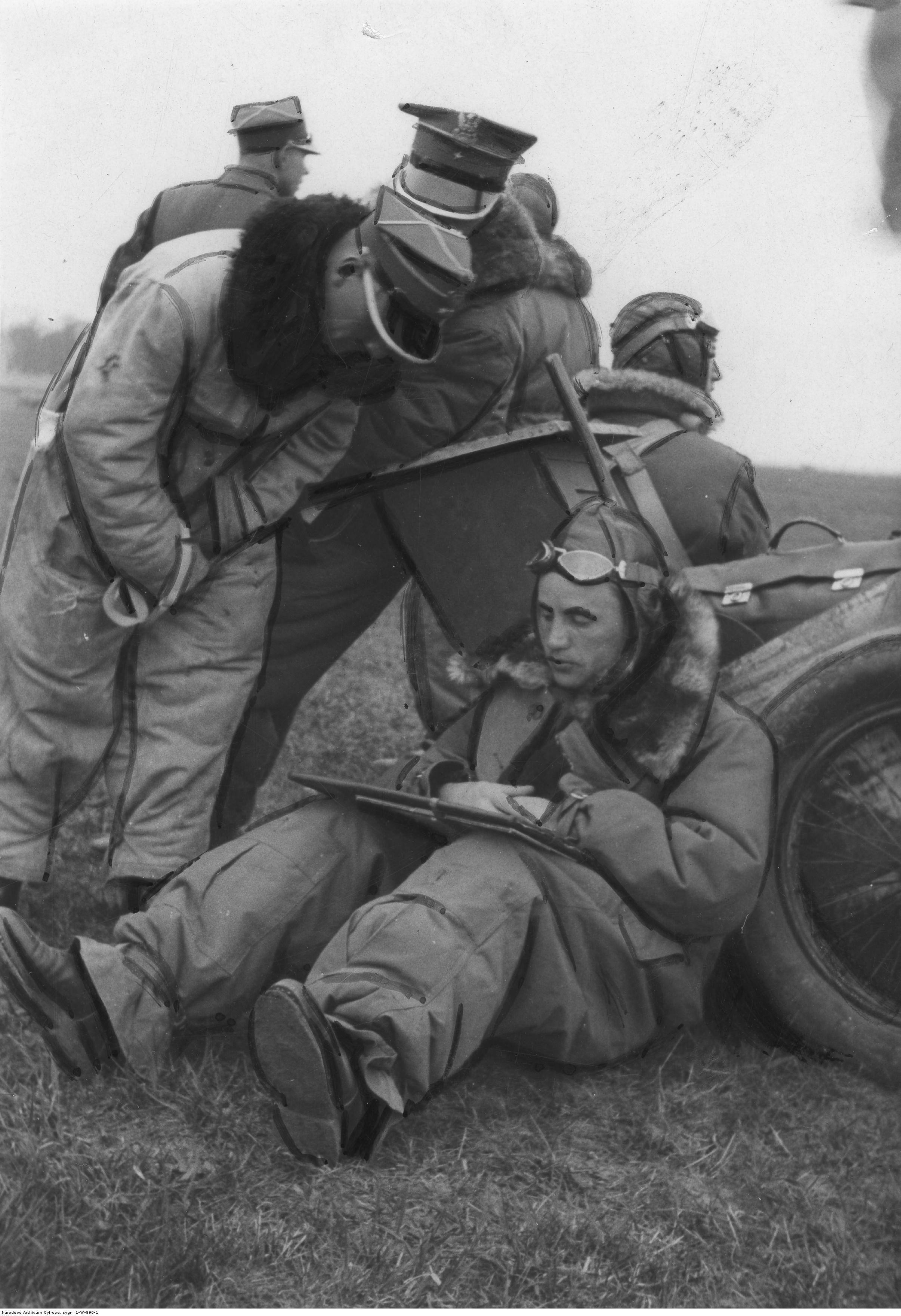
Podchorążowie SPL przed lotem, maj 1937 r.

Podchorążowie przechodzili szkolenie teoretyczne oraz praktyczne połączone z wykonywaniem lotów. Nad programem szkolenia nadzór pełnił Dział Nauk, który zarządzał kadrą dydaktyczną i bazą naukową. Dział Nauk składał się z ponad dwudziestu działów przedmiotowych, na czele których stali kierownicy zarządzający podległymi im wykładowcami i instruktorami. Kursanci uczyli się przedmiotów: taktyka broni głównych, taktyka lotnictwa, geografia wojenna, terenoznawstwo, współpraca lotnictwa, strzelanie i bombardowanie lotnicze, obrona przeciwgazowa, silniki, płatowce, gospodarka materiałowa, fizyka i mechanika lotnicza, technologia i rysunek techniczny, radiotelegrafia, aerofotografia, aeronawigacja i geografia lotnicza, meteorologia, historia wojskowości, wybrane problemy ekonomii, stosunków międzynarodowych, psychologii oraz język obcy wybrany przez podchorążego. Dodatkowo uczniowie Szkoły przechodzili szkolenie wojskowe oraz brali udział w zajęciach sportowych. Wiedza była przekazywana uczniom podczas wykładów, pokazów i ćwiczeń. Jej poszerzanie następowało w ramach samokształcenia, które odbywało się pod nadzorem wykładowców i dowódców plutonów szkolnych. Cykl kursu dwuletniego obejmował na pierwszym roku 818 godzin wykładów i 537 godzin ćwiczeń. NA drugim roku podchorążowie mieli 524 godzin wykładów i 584 ćwiczeń.
Dokonana w 1935 r. zmiana trybu szkolenia na trzyletni spowodowała wzbogacenie programu szkolenia. Na pierwszym roku wszyscy podchorążowie przechodzili jednolite szkolenie teoretyczne. Na drugim roku dokonywano podziału uczniów na grupę pilotów (stanowili ok. 60% rocznika) oraz obserwatorów (ok. 40%) i odpowiednio modyfikowano szkolenie dla tych grup. Na trzecim roku dokonywano podziału grupy pilotów. Kandydaci na pilotów myśliwskich trafiali do wyższej Szkoły Pilotażu, a pozostali szkolili się w SPL jako piloci liniowi. Obserwatorów, w ramach kursu początkowego na drugim roku nauki, uczono obsługi sprzętu w powietrzu. Następnie w ramach kursu zasadniczego uczyli się obserwacji pola walki, nawigacji powietrznej, bombardowania i strzelania powietrznego, wykonywania fotografii lotniczej oraz obsługi sprzętu i środków łączności. Ćwiczono u nich spostrzegawczość, pamięć i orientację przestrzenną oraz wpajano im wiedzę o taktyce walki wojsk lądowych na poziomie dywizji.
Szkolenie w powietrzu organizował Dywizjon Ćwiczebny SPL złożony z dwóch eskadr. Loty odbywały się w sezonie wiosennym i letnim, od 1937 r. były prowadzone w dni lotne nawet poza tymi porami roku. Od 1939 r., z uwagi na ilość kursantów, trwały cały czas. Dywizjon początkowo dysponował lotniskiem w Dęblinie, w 1937 r. uruchomiono lotniska w Borowinie oraz w Zajezierzu. Od 1937 r. Dywizjon wykorzystywał lotniska w Ułężu i Podlodowie. Do szkolenia obserwatorów korzystano z lotnisk polowych w Żyrzynie i Górze Puławskiej.

## Komendanci Szkoły Podchorążych Lotnictwa
Funkcję komendanta SPL pełnili:
| Komendanci Szkoły           |                                  |
| Stopień, imię i nazwisko    | Okres pełnienia służby           |
| płk pil. Roman Florer       | sierpień 1928 – czerwiec 1929    |
| mjr pil. Stefan Kałęcki     | czerwiec 1929 – październik 1933 |
| ppłk pil. Jerzy Garbiński   | listopad 1933 – listopad 1936    |
| ppłk obs. Stefan Sznuk      | listopad 1936 – listopad 1938    |
| mjr pil. Andrzej Kładko     | listopad 1938 – czerwiec 1939    |
| ppłk dypl. pil. Jerzy Bajan | czerwiec – wrzesień 1939         |

## Promocje
W okresie funkcjonowania Szkoły Podchorążych Lotnictwa szkoliło się w niej dwanaście roczników:
| Promocja | Lata nauki | Liczba absolwentów | Prymus                                                     |
| III      | 1927–1929  | 67                 | pchor. obs. Antoni Malewski                                |
| IV       | 1928–1930  | 41                 | pchor. obs. Kazimierz Marian Zdybkiewicz                   |
| V        | 1929-1931  | 38                 | pchor. obs. Antoni Koźmiński                               |
| VI       | 1930-1932  | 52                 | pchor. obs. Stanisław Jan Nadwodzki                        |
| VII      | 1931-1933  | 63                 | pchor. pil. Aleksander Zyskowski                           |
| VIII     | 1932-1934  | 77                 | pchor. pil. Stanisław Kostecki                             |
| IX       | 1934–1936  | 38                 | pchor. pil. Jan Borowski                                   |
| X        | 1935–1937  | 47                 | pchor. pil. Witold Głowacki                                |
| XI       | 1936–1938  | 90                 | pchor. pil. Witold Bukowski                                |
| XII      | 1937–1939  | 173                | pchor. pil. Edward Kramarski                               |
| XIII     | 1938–1939  | 147                | pchor. pil. Wacław Rekszyc sierż. pchor. obs. Alojzy Dreja |
| XIV      | 1939-      | 208                |                                                            |